# مكتوم (اسم)
مكتوم هو اسم علم مذكر من أصل عربي، ومعناه هو المخفي المخبوء، وغالبًا ما يدل على السر.

## شخصيات تحمل الاسم
- مكتوم بن بطي آل مكتوم
- مكتوم بن حشر آل مكتوم (القرن 19 – 16 فبراير 1906)
- مكتوم بن حمد بن محمد الشرقي (1991 – )
- مكتوم بن راشد آل مكتوم (سياسي إماراتي، 1943[3][4] – 4 يناير 2006[3])
- مكتوم بن محمد بن راشد آل مكتوم (13 نوفمبر 1982 – )
- عبدالله بن ام مكتوم صحابي ( نزلت به آيه عبس وتولى …)

## وصلات خارجية
- موسوعة السلطان قابوس لأسماء العرب